# Scatimus cucullatus
Scatimus cucullatus là một loài bọ cánh cứng trong họ Bọ hung (Scarabaeidae).